# Aeroportul Mara Serena
Aeroportul Mara Serena (IATA: MRE, ICAO: HKMS) este un aeroport din Kenya ce deservește zona Masai Mara.
Situat la o altitudine de 1.707 m, aeroportul dispune de o singură pistă.